# Ondskabens anatomi
|  | Denne artikel er oprettet af botten PalnaBot ud fra en ekstern database. Den kan derfor have sproglige fejl eller mangler. Denne skabelon kan fjernes efter kontrol af indholdet. |

Ondskabens anatomi er en dansk dokumentarfilm fra 2005 skrevet og instrueret af Ove Nyholm.
Filmen blev i 2007 tildelt en Robert for årets lange dokumentarfilm.

## Handling
Hvad gør nogle mennesker i stand til at begå massedrab under krig? Og hvordan lever de videre med sådanne gerninger på samvittigheden? Det er kernen i instruktør Ove Nyholms længe ventede film 'Ondskabens Anatomi'. Bag filmen ligger et omfattende videnskabeligt researcharbejde, resulterende i en lang række imponerende åbenhjertige interviews med bødler fra anden verdenskrig og krigen på Balkan, som løfter tæppet for nogle af de refleksioner, der ligger bag deres grusomme handlinger. Hver især har de interviewede deres personlige historie at berette. Lydsiden spiller en væsentlig rolle for filmen og forstærker den tomhed og melankoli, som de interviewede personer udtrykker. 'Ondskabens Anatomi' er et filmisk essay om den mørkeste side af den menneskelige natur.